# 킹덤 컴: 딜리버런스
《킹덤 컴: 딜리버런스》(Kingdom Come: Deliverance)는 2018년 마이크로소프트 윈도우, 플레이스테이션 4, 엑스박스 원용으로 워호스 스튜디오가 개발하고 딥 실버가 배급한 액션 롤플레잉 비디오 게임이다. 배경은 신성 로마 제국의 중세 국가의 하나인 중세 보헤미아 왕국이며 역사적으로 정확한 내용에 초점을 두고 있다.
스토리는 1403년 보헤미아의 전쟁 중에 발생한다. 헝가리 왕 지기스문트의 명령에 따라 쿠만인 용병들은 은의 주된 원천인 Skalitz의 금광 마을을 습격한다. 대량 학살의 생존자들 중 한 명인 헨리(Henry)이며 대장장이의 아들이다. 극빈하고 복수심에 붙난 헨리는 라드지그(Radzig Kobyla)경의 병역에 참여하여 지기스문트의 침입에 대항한 저항 운동을 주도한다.
이 게임은 수많은 올해의 게임상을 받았고 대체적으로 긍정적인 평가를 받았다. 비평가들은 게임 스토리, 사실성에 초점을 둔 것, 세세한 부분에 대한 집중도 면에서 좋은 평가를 내린 반면 기술적 버그로 인한 비판이 있었다.

## 게임플레이
킹덤 컴: 딜리버런스는 오픈 월드 환경을 배경으로 하는 액션 롤플레잉 게임이며 계급이 없는 롤플레잉 시스템을 이용하는 1인칭 시점으로 플레이되므로 플레이어는 전사, 시인, 도둑, 또는 이들을 결합하는 등 역할을 취하여 자신만의 스킬을 커스터마이즈할 수 있다.

## 평가
리뷰 애그리게이터 메타크리틱에 따르면 킹덤 컴: 딜리버런스는 PC 버전의 경우 비평가들로부터 대체적으로 호의적인 평가를 받은 반면, 플레이스테이션 4와 엑스박스 원 버전의 경우 엇갈린 평가를 받았다.

## 내용주
1. ↑  Deep Silver published the PlayStation 4 and Xbox One versions for physical and digital releases, as well as the Microsoft Windows version for physical release. Warhorse Studios published the Microsoft Windows version for digital release.